# NGC 184

NGC 184

NGC 184 هي مجرة تتبع كوكبة المرأة المسلسلة. اكتشفها إدوارد ستيفان في 6 أكتوبر 1883.

## روابط خارجية
- NGC 184 على موقع ويكي سكاي: DSS2, SDSS, GALEX, IRAS, Hydrogen α, X-Ray, Astrophoto, Sky Map, Articles and images